# Grotte d'aragonite d'Ochtiná
La grotte d'aragonite d'Ochtiná (slovaque : Ochtinská aragonitová jaskyňa) est une grotte située dans la localité d'Ochtiná en Slovaquie. Elle a une longueur de 300 m. La grotte est connue pour ses concrétions d'aragonite. Elle fut découverte en 1954.

## Protection
La grotte d'aragonite d'Ochtiná est classée patrimoine mondial par l'UNESCO comme faisant partie des Grottes du karst d'Aggtelek et du karst de Slovaquie.